# Jasney
Jasney ist eine Gemeinde im französischen Département Haute-Saône in der Region Bourgogne-Franche-Comté.

## Geographie
Jasney liegt auf einer Höhe von 248 m über dem Meeresspiegel, sieben Kilometer westlich von Saint-Loup-sur-Semouse und etwa 28 Kilometer nördlich der Stadt Vesoul (Luftlinie). Das Dorf erstreckt sich im nördlichen Teil des Departements, in der Talmulde des Ruisseau des Auvets, am Rand des Plateaus der Vôge.
Die Fläche des 13,02 km² großen Gemeindegebiets umfasst einen Abschnitt in der leicht gewellten Landschaft am Rand der Vôge. Der zentrale Teil des Gebietes wird von der breiten Talmulde des Ruisseau des Auvets eingenommen, der für die Entwässerung nach Südosten zum Planey sorgt. Die Alluvialniederung liegt auf durchschnittlich 240 m und weist eine Breite von maximal einem Kilometer auf. Landwirtschaftliche Nutzung herrscht hier vor.
Flankiert wird das Tal des Ruisseau des Auvets auf beiden Seiten von einem Plateau, das durch verschiedene Mulden untergliedert wird. Im Osten reicht das Gemeindeareal in die Waldung Le Fenez, im Nordosten auf die Höhe der Champs Montantes (285 m) und im Norden bis zur Anhöhe von La Vangille, auf der mit 321 m die höchste Erhebung von Jasney erreicht wird. Im Westen dehnt sich das Forstgebiet des Grand Bois aus, wobei die Talmulde des Ruisseau de Cou die westliche und südliche Grenze markiert. Mit einem schmalen Zipfel erstreckt sich der Gemeindeboden nach Südosten bis in die breite Talaue des Planey. In geologisch-tektonischer Hinsicht besteht der nördliche Teil des Gemeindegebietes aus Muschelkalk der mittleren Trias. Südlich daran schließt eine Zone mit sandig-mergeligen und kalkigen Sedimenten an, die während der Lias (Unterjura) abgelagert wurden.
Nachbargemeinden von Jasney sind Girefontaine im Norden, Anjeux im Osten, Plainemont und Dampierre-lès-Conflans im Süden sowie Melincourt im Westen.

## Geschichte
Die Entdeckung von römischen Münzen zeugt von einer frühen Begehung und Besiedlung des Gebietes. Den Ursprung der Siedlung bildete vermutlich ein Benediktinerpriorat. Im Mittelalter gehörte Jasney zur Freigrafschaft Burgund und darin zum Gebiet des Bailliage d’Amont. Die Existenz der Adelsfamilie Jasney ist seit dem Jahr 1153 nachgewiesen. Im Jahr 1569 wurde das Dorf von den Soldaten des Herzogs Wolfgang von Pfalz-Zweibrücken geplündert und gebrandschatzt. Zusammen mit der Franche-Comté gelangte der Ort mit dem Frieden von Nimwegen 1678 definitiv an Frankreich.

## Sehenswürdigkeiten
Die Dorfkirche Saint-Martin wurde 1777 neu erbaut. Zur bemerkenswerten Ausstattung gehören der reich skulptierte Holzaltar, Täfelungen und Mobiliar aus dem 18. Jahrhundert.
Nahe bei der Kirche befindet sich ein Haus mit Türmchen (15./16. Jahrhundert). Der Ort besitzt zwei Herrschaftssitze: das Château d'en Haut und das Château d'en Bas, das 1760 erbaut wurde und heute die Mairie (Gemeindeverwaltung) und die Schule beherbergt. Das überdachte Lavoir in der Rue des fontaines, das einst als Waschhaus und Viehtränke diente, wurde um 1840 errichtet.
|  |  |

## Bevölkerung
| Jahr                       | 1962 | 1968 | 1975 | 1982 | 1990 | 1999 | 2006 | 2017 |
| Einwohner                  | 218  | 207  | 215  | 219  | 222  | 195  | 199  | 233  |
| Quellen: Cassini und INSEE |      |      |      |      |      |      |      |      |

Mit 186 Einwohnern (1. Januar 2022) gehört Jasney zu den kleinen Gemeinden des Départements Haute-Saône. Nachdem die Einwohnerzahl in der ersten Hälfte des 20. Jahrhunderts deutlich abgenommen hatte (1881 wurden noch 570 Personen gezählt), wurden seit Beginn der 1960er Jahre nur noch geringe Schwankungen verzeichnet.

## Wirtschaft und Infrastruktur
Jasney war bis weit ins 20. Jahrhundert hinein ein vorwiegend durch die Landwirtschaft (Ackerbau, Obstbau und Viehzucht) und die Forstwirtschaft geprägtes Dorf. Die Wasserkraft des Dorfbachs wurde früher für den Betrieb einer Mühle genutzt. Heute gibt es einige Betriebe des lokalen Kleingewerbes, vor allem im Baugewerbe und im Landmaschinenbau. In den letzten Jahrzehnten hat sich das Dorf zu einer Wohngemeinde gewandelt. Viele Erwerbstätige sind deshalb Wegpendler, die in den größeren Ortschaften der Umgebung ihrer Arbeit nachgehen.
Die Ortschaft liegt abseits der größeren Durchgangsachsen an einer Departementsstraße, die von Vauvillers nach Conflans-sur-Lanterne führt. Weitere Straßenverbindungen bestehen mit Girefontaine, Anjeux und Dampierre-lès-Conflans.